# 國防軍無罪論

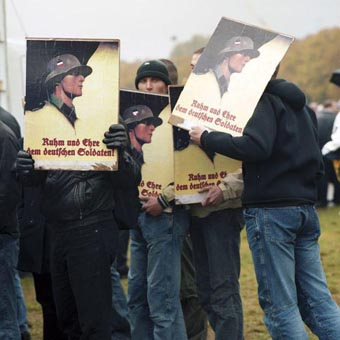
2002年，舉著「榮耀歸於德國士兵」牌語的人士正抗議漢堡社會研究所自1990年代开始组织的“國防軍展覽”，該展覽很大程度上動搖了「國防軍無罪論」之說。

國防軍無罪論（德語：Saubere Wehrmacht，直譯即「清白無瑕的國防軍」）是一種歷史否定主義觀點，意指第二次世界大戰期間納粹德國的正規武裝部隊——國防軍沒有參與如猶太人大屠殺和大量戰爭罪行，並將其犯下的種種暴行與責任推給納粹黨的準軍事組織——親衛隊，此論點在戰後由德國作家和軍人廣泛傳播。
此說始於第二次世界大戰期間，國防軍宣傳機關大量宣傳此一觀點，各級官兵以正面形象描繪其所屬機構，而隨著戰爭前景黯淡，又開始將自己描繪為受害者。1945年至1946年期間盟軍用以清算納粹德國政軍領袖的「紐倫堡審判」中有大量國防軍官員獲釋，卻被扭曲為「國防軍無罪論」。前陸軍參謀長弗朗茲·哈爾德大將撰寫題為《1920年至1945年的德國軍隊》的備忘錄，其中包含諸多為國防軍開脫戰爭罪行的觀點。戰後，由於東西兩方陣營對峙與冷戰的升級，西方盟軍希望重新武裝西德以對應蘇聯的威脅，因此西德總理康拉德·阿登纳於1950年與前國防軍要人在希默洛德修道院秘密會面，就重新武裝問題達成共識，最終促成《希默洛德備忘錄》。該備忘錄規範西德重新武裝的條件，包括釋放德籍戰爭罪犯、停止對德軍的「誹謗」、實行改善國防軍在外國輿論的形象之措施等。在此影響下，如曾以極端負面詞彙形容國防軍的美國總統德懷特·艾森豪修正了其言論，英國政府也放棄後續的審訊工作，還提前釋放已被定罪的戰犯。後續的發展更進一步促成此說的盛行，阿登纳為在選舉中取得退伍軍人的支持頒布了大赦法、哈爾德則在為美國陸軍歷史部工作時召集大量前國防軍軍官，審閱與修訂有關歷史以符合此說，大量為國防軍開脫罪行的回憶錄和軍事著作被成批產出，這些著作在普羅大眾中廣受歡迎，如海因茨·古德里安的《閃擊英雄》、埃里希·冯·曼施坦因的《失去的勝利》，有關觀點也因此隨之傳播。
「國防軍無罪論」一直延續到1995年才經由漢堡社會研究所巡迴舉行的《國防軍展覽》所動搖，該展覽向公眾展示國防軍犯下戰爭罪行的1,380張圖像記錄，引發德國公眾的集體思辨與此說的重新審視。歷史學家漢內斯·希爾認為國防軍犯下的戰爭罪行已被學者和退伍軍人所掩蓋。沃爾夫拉姆·維特則稱「國防軍無罪論」屬於「集體偽證」的一種，認為戰後一代刻意壓制有關資訊、操弄政府來維持此說，而一旦他們去世，更年輕的一代便不再有動機去遮掩國防軍與納粹政權實施工業化種族滅絕有充分合作的事實。

## 註腳
1. ↑  Beorn（2014年），第12-17页